# Andreas Bredau
Andreas Bredau (ur. 21 marca 1984 w Burg bei Magdeburg) – niemiecki bobsleista, wielokrotny medalista mistrzostw świata.

## Kariera
Pierwsze sukcesy w karierze osiągnął w 2011 roku, kiedy wywalczył dwa medale podczas mistrzostw świata w Königssee. Najpierw w parze z Manuelem Machatą zdobył brąz w dwójkach, a następnie razem z Machatą, Richardem Adjei i Christianem Poserem zwyciężył w czwórkach. Na rozgrywanych rok później mistrzostwach świata w Lake Placid był trzeci w czwórkach, a na mistrzostwach świata w St. Moritz w 2013 roku brązowy medal zdobył w dwójkach (w parze z Thomasem Florschützem). Kolejny medal zdobył podczas mistrzostw świata w Winterbergu w 2015 roku, gdzie razem z Nico Waltherem, Christianem Poserem i Marko Hübenbeckerem był drugi. W 2010 roku wystąpił na igrzyskach olimpijskich w Vancouver, gdzie jego osada zajęła siódmą pozycję w czwórkach.